# Jakub Kolas
Jakub Kolas (in bielorusso Якуб Колас?, anche indicato come Yakub Kolas), pseudonimo di Kanstancin Michajłavič Mickievič (in bielorusso Канстанцін Міхайлавіч Міцкевіч?; Stoŭbcy, 3 novembre 1882 – Minsk, 13 agosto 1956), è stato uno scrittore e poeta bielorusso.
È considerato uno dei fondatori della moderna lingua letteraria bielorussa. 
Il suo pseudonimo Kolas vuol dire "spiga di grano" in bielorusso ed era stato scelto dallo scrittore per simpatia nei confronti dei contadini. Ha scritto diverse raccolte di poesie dedicate al mondo dell'agricoltura e della terra, nonché racconti, romanzi e drammi. La sua poesia Capanna del pescatore riguarda la lotta dopo l'unificazione della Bielorussia allo Stato sovietico. 

## Biografia
Nacque a Akinčycy (Regione di Minsk) in una famiglia di una guardia forestale. Si diplomò presso l'Istituto Magistrale di Niasviz e lavorò come insegnante in campagna, partecipò al movimento socialista. 
Fu processato e trascorse tre anni in carcere, dal 1908 al 1911, per la sua partecipazione a un congresso di insegnanti non autorizzato. Negli anni della prima guerra mondiale fu sottotenente sul fronte romeno. Dopo la rivoluzione d’Ottobre (1917) accettò il potere sovietico e si dedicò ad attività letterarie e pedagogiche. Dal 1929 fu vicepresidente dell’Accademia delle Scienze della Bielorussia e deputato del Parlamento (Soviet Supremo) della BSSR (Repubblica Socialista Sovietica Bielorussa). Le prime poesie le scrisse sia in russo che bielorusso mentre a partire dal 1906 in lingua bielorussa. La prima raccolta di poesie fu Pesni žal’by (Le canzoni del dolore, 1910)
Jakub Kolas è anche autore di numerose opere di poesia, di prosa e pièce teatrali. Fu insignito del titolo onorario di “Poeta del popolo” e di altre onorificenze di Stato.
È stato insignito due volte del Premio di Stato dell'Unione Sovietica nel 1946 e nel 1949.
In suo onore vi sono una grande piazza, una fermata della metropolitana e un monumento a Minsk.

## Opere

### Raccolte di poesia
Pesni žal’by (Le canzoni del dolore, 1910) 
Vodhulle (Eco, 1922) 
Našy dni (I nostri giorni, 1942) 
Adpomscim (Ci vendicheremo, 1942) 
Holas zjamli (La voce della terra, 1943)

### Poemi
Novaja zjamlja (Terra nuova, 1923) 
Simonmuzyka (Il musicista Simone, 1925) 
Sud u lese (Giudizio nel bosco, 1943) 
Adplata (Resa dei conti, 1945) 
Rybakova hata (La capanna del pescatore, 1947) e altre.